# Nino Bibbia
Nino Bibbia   (Bianzone, 15 de març de 1922 - Sankt Moritz, 28 de maig de 2013) fou un esportista italià especialitzat en nombrosos esports d'hivern. Va sobresortir en tobogan i bobsleigh, però també va competir en hoquei sobre gel i salt d'esquí. Va ser el primer medallista olímpic d'hivern d'Itàlia. Durant la seva carrera esportiva aconseguí 231 victòries.
El 1948 va prendre part en els Jocs Olímpics d'Hivern que es van disputar a Sankt Moritz, on guanyà la medalla d'or en la competició de tobogan. En aquests mateixos Jocs també va disputar dues proves del programa de bobsleigh. Fou sisè en la prova de bob a quatre i vuitè en la de bob a dos.
El 10è revolt de la Cesana Pariol, la pista on es van celebrar les competicions de bobsleigh, luge i tobogan als Jocs Olímpics d'Hivern de 2006 porta el seu nom.